# Lebombo
Lebombo (také Lubombo nebo Libombos) je pohoří v jižní Africe. Nachází se na území Jihoafrické republiky (provincie Limpopo, Mpumalanga a KwaZulu-Natal), Svazijska a Mosambiku. Je dlouhé 800 km a široké okolo 100 km, průměrná nadmořská výška se pohybuje okolo 600 m a nejvyšší vrchol Mount Mananga měří 776 m. Vzniklo vulkanickou činností v období před zhruba 180 miliony let. Tečou zde řeky Pongola, Komati a Maputo. Vegetaci tvoří savana a lesy, v nichž převládá strom Androstachys johnsoni, jehož dřevo se pro svoji odolnost využívá ve stavebnictví. Část pohoří je chráněna jako Krugerův národní park.
Název pohoří pochází ze zulského výrazu ubombo – „velký nos“.
V 70. letech 20. století byla v jeskyni Border Cave nalezena tzv. kost z Lebomba – vrubovka, jejíž stáří se odhaduje na čtyřicet tisíc let a je označována za nejstarší známý doklad matematického myšlení.
Nedaleko Komatipoortu se 19. října 1986 zřítilo letadlo Tupolev Tu-134 a zahynulo 34 osob včetně mosambického prezidenta Samory Machela. Příčiny havárie nebyly objasněny.